# Aurel Maria Baros
Aurel Maria Baros (n. 6 martie 1955, Urluieni, județul Argeș) este romancier, poet și director de editură român. Face parte dintre dintre prozatorii generației ’80.
A urmat cursurile liceului Matei Basarab și ale Academiei de Studii Economice din București.
După terminarea facultății a lucrat la Primăria Capitalei (în Corpul de control financiar) și la Uniunea Scriitorilor din România (contabil șef).
Din 1990, a devenit directorul editurii La maison d'édition AMB și, din 2006, consiler editorial al revistei Cuvântul.
Este membru al Uniunii Scriitorilor din România (din 1990).
Membru al Comitetului Director al Asociației Scriitorilor din București (din 2005).

## Opera literară
A debutat în anul 1972 cu o poezie publicată în revista literară a liceului Matei Basarab din București.

### Roman
- Pământul ne rabdă pe toți, Editura Cartea Românească, 1986
- Calea dragostei și-a morții peste care treci o dată, Editura Cartea Româneasca, 1990

    ediția a doua, AMB, 1991
- Vortex, în curs de apariție

### Proză scurtă
- La furat de fete mari, AMB, 1994

### Poezie
- Software d'amour, AMB, 1996

Proza și poeziile lui Aurel Maria Baros au fost traduse în franceză, engleză, germană, rusă.

### Reviste
A publicat proză și articlole în majoritatea revistelor literare din țară, printre care  România literară, Luceafărul, Viata românească, Vatra, Orizont, Tomis, Ramuri, Convorbiri literare, Suplimentul literar și artistic, Argeș , Tribuna, Steaua etc.

## Premii literare
- 1986 – pentru romanul Pământul ne rabdă pe toți[necesită citare]
- Premiul pentru debut al Uniunii Scriitorilor, al Fundației Liviu Rebreanu[necesită citare]
- Premiul revistei Argeș[necesită citare]

## Festivaluri
- 1996 – Tito Veles (Macedonia)
- 1997 – Neptun (România)
- 2006 – Galați (România)
- 2006 – Teranova (Franța)